# Vâlceaua „La Humărie”
Vâlceaua „La Humărie” este un monument al naturii de tip geologic sau paleontologic în raionul Dubăsari, Republica Moldova. Este amplasat la vest de satul Ustia pe panta stângă a râului Răut, ocolul silvic Criuleni, Răculești, parcela 10, subparcelele 8-18. Are o suprafață de 64 ha. Obiectul este administrat de Gospodăria Silvică de Stat Chișinău.

## Galerie de imagini

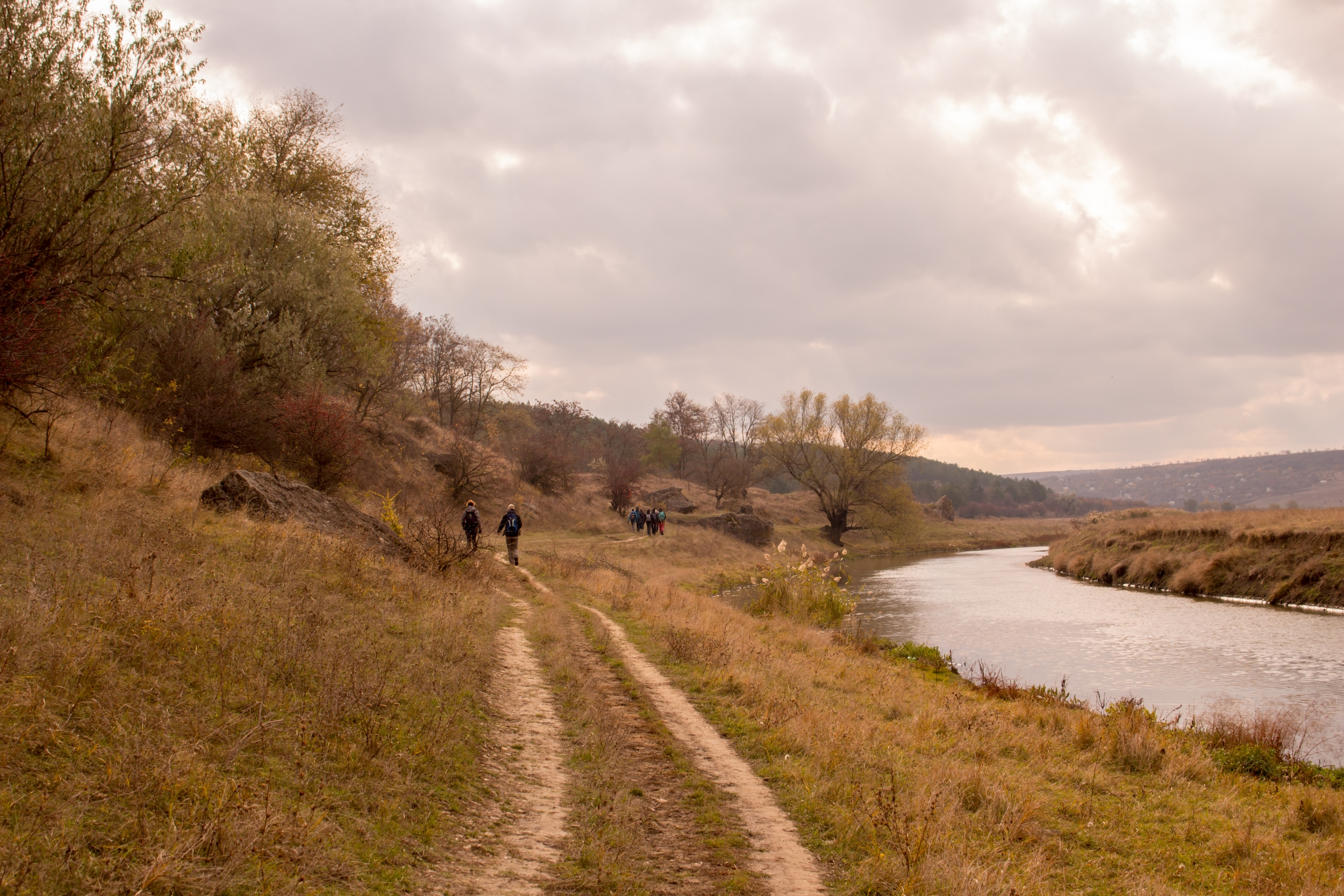
Malul stâng al Răutului la est de Jevreni și la sud de Răculești
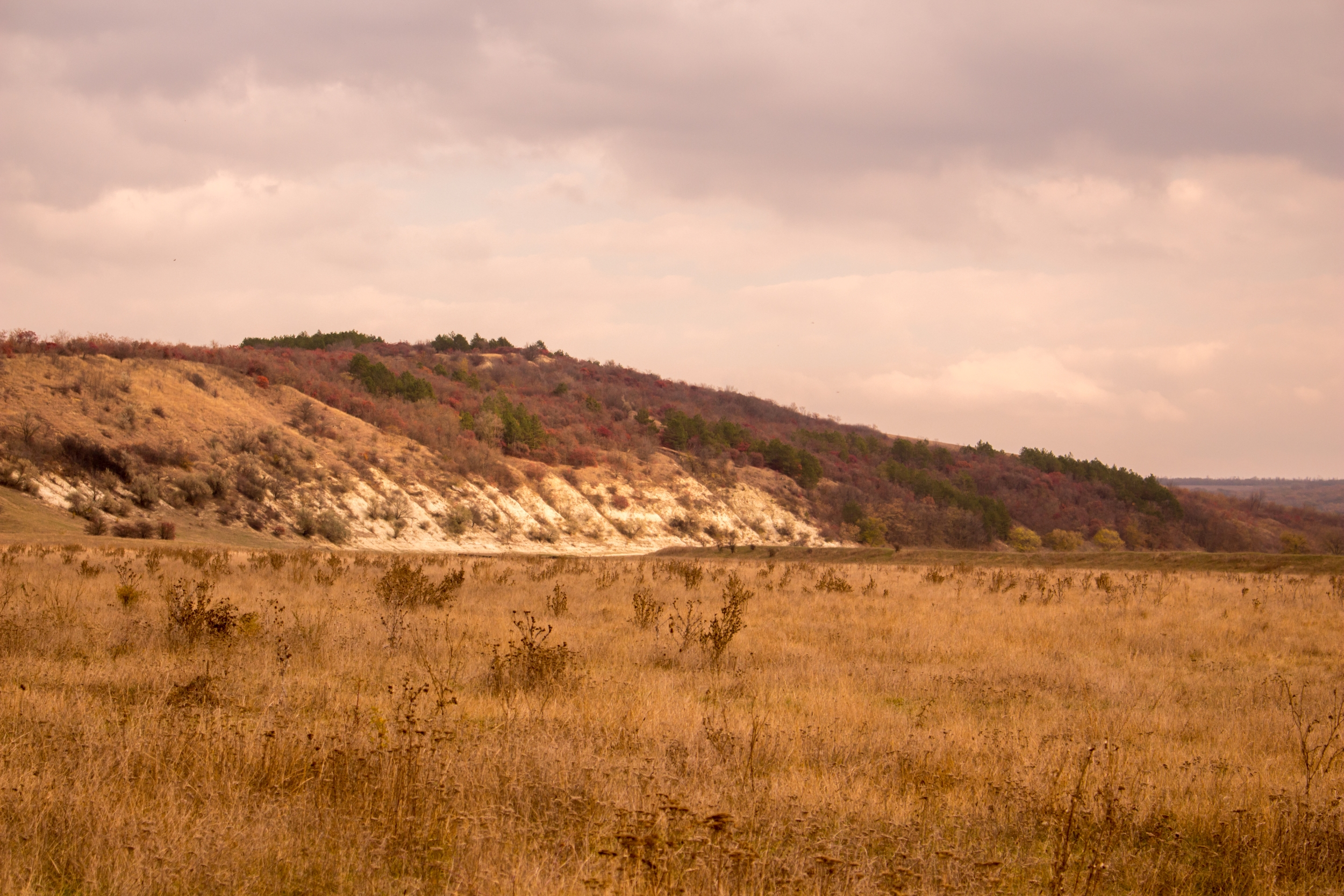
Malul stâng al Răutului la vest de Ustia